# Parco Eternot
Il Parco Eternot è un'area verde pubblica della città di Casale Monferrato, un giardino pensile che occupa la superficie su cui sorgeva la fabbrica Eternit, lo stabilimento di produzione di manufatti in amianto più grande d'Europa, attivo dal 1907 al 1986.
Nato in memoria di tutte le vittime dell'amianto, vuole simboleggiare l'impegno della città nella lotta all'amianto.
L'esperienza di Casale Monferrato è, in termini di esperienza e reazione collettiva, unica nel suo genere; basti pensare che la parole resilienza in psicologia è stata applicata per la prima volta sulla base della vicenda casalese.
Questo è finora, in tutta Italia, l'unico intervento di demolizione e bonifica di un'area occupata da un vasto insediamento di fabbricazione del cemento-amianto portato a termine. Unico esempio al mondo di un parco cittadino realizzato al posto di una fabbrica di manufatti in amianto.
Il Parco Eternot ha una superficie di circa 29.000 metri quadrati e ospita monumenti, spazi per i giochi, per lo sport e un tratto di pista ciclabile che lo collega al centro urbano da un lato e ad altre piste ciclabili e aree dedicate alla mountain bike dall'altro. Nell'area verde ci sono viali per passeggiare per una superficie totale di circa 4.500 metri quadrati, l'area giochi per bambini con una superficie di 920 metri quadrati, uno spazio multi-percorso per ragazzi più grandi, panchine, fontanelle, aree attrezzate per pic-nic e un'arena con un diametro di 20 metri per ospitare eventi. Della fabbrica pre-esistente rimangono visibili la palazzina Eternit, che ospitava gli uffici direzionali, attualmente in restauro, e il pozzo, che serviva di acqua la fabbrica.
Il Parco Eternot è il simbolo verde della rinascita di Casale Monferrato, una città che ha vissuto un lungo e tortuoso percorso di presa di coscienza della pericolosità della fibra d'amianto e ha saputo reagire non solo portando avanti la bonifica di tutti gli edifici pubblici della città e sostenendo economicamente nella bonifica i privati di tutto il (SIN) Sito d'Interesse nazionale, contribuendo fortemente nel promuovere la ricerca medica per le malattie asbesto correlate.

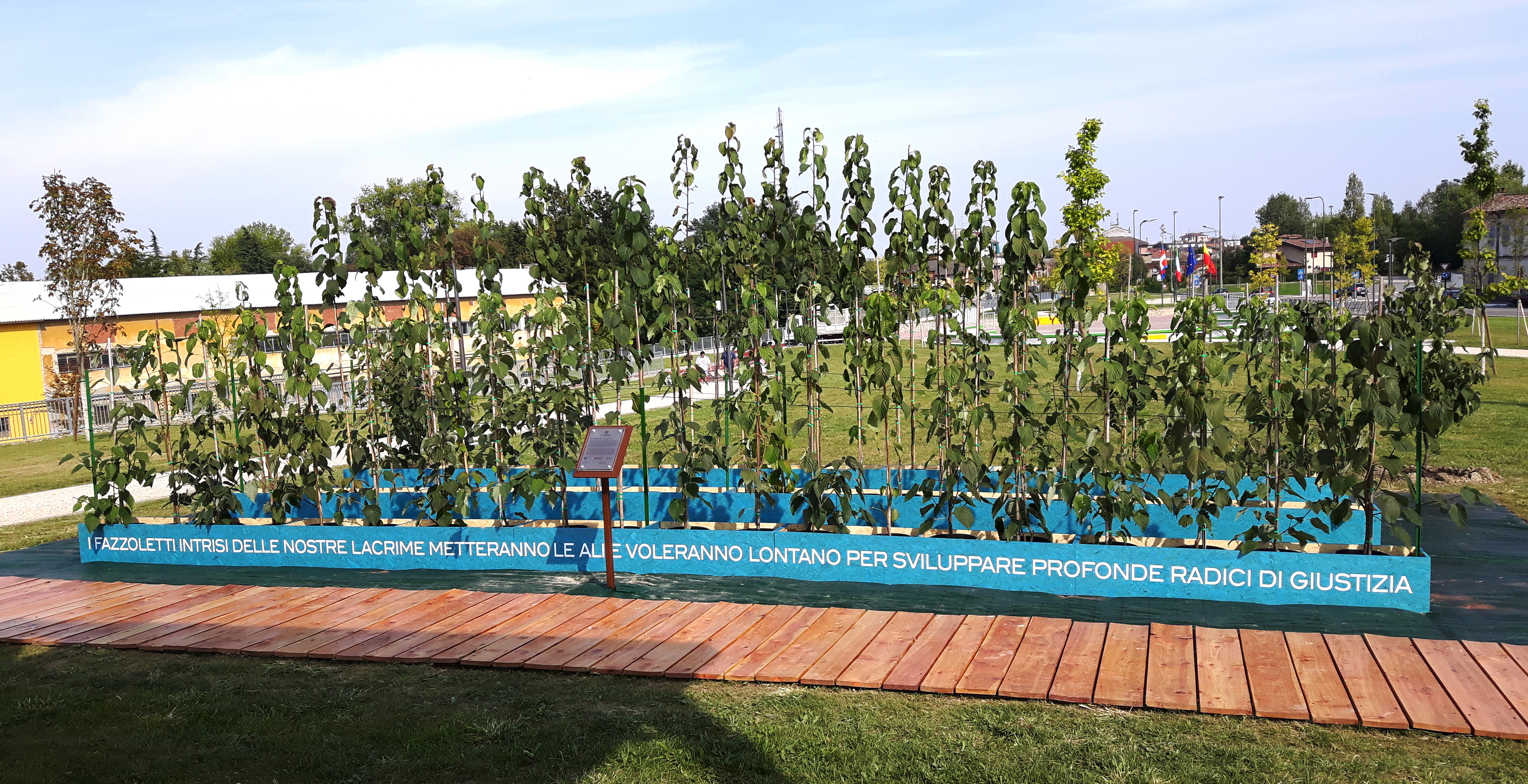
Il Vivaio Eternot di Gea Casolaro al momento dell'inaugurazione del Parco Eternot il 10 settembre 2016

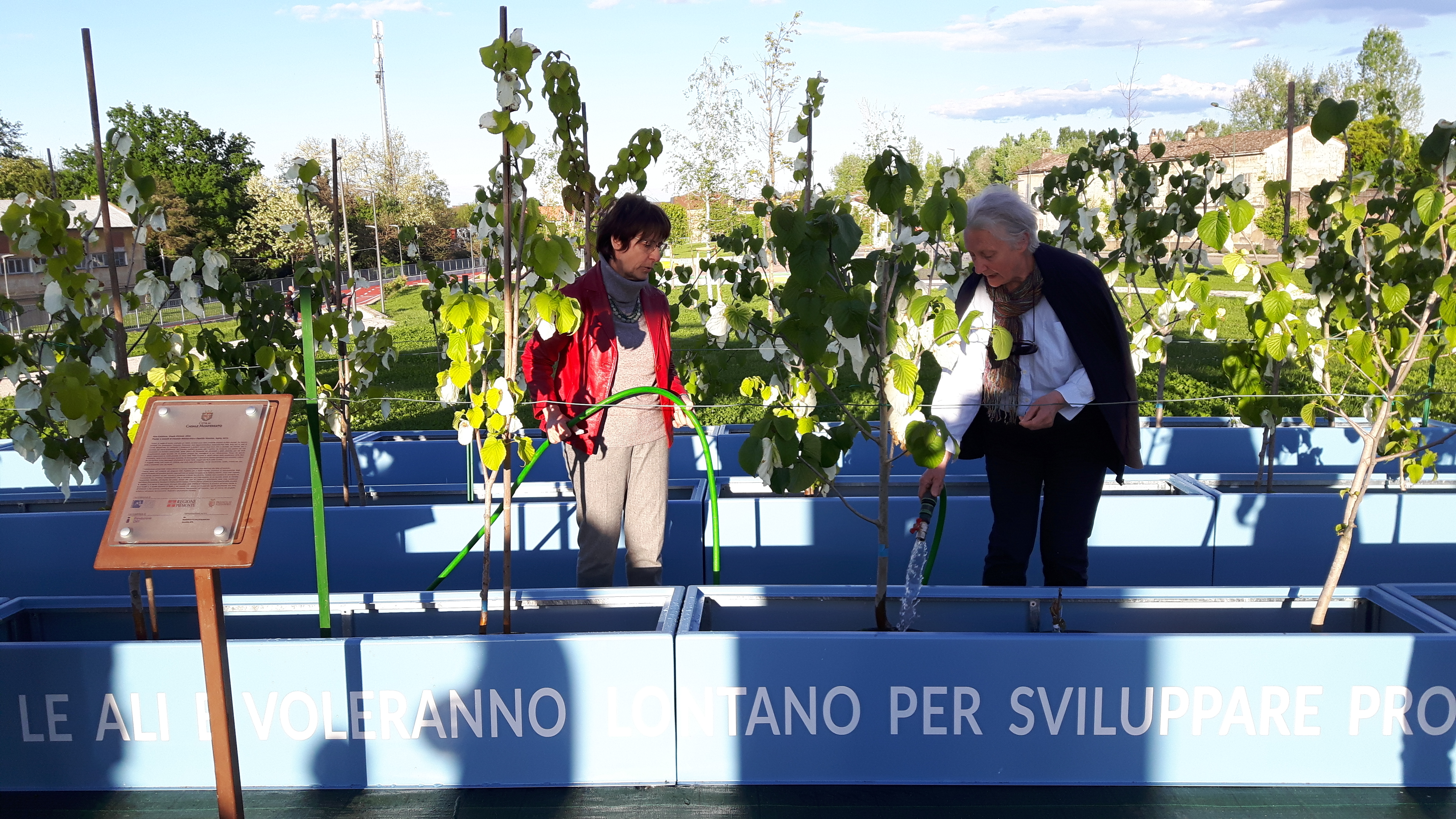
Cittadine volontarie di Casale Monferrato si prendono cura del Vivaio Eternot fiorito

Il nastro inaugurale del parco venne tagliato il 10 settembre 2016.

## Storia

### Le tragiche radici
Il Parco Eternot è sorto sulla superficie della fabbrica Eternit, nel quartiere Ronzone di Casale Monferrato.
L'Eternit è una società multinazionale proprietaria di molti stabilimenti, di cui alcuni ancora oggi attivi all'estero, dove si lavora uno speciale impasto di cemento e amianto per realizzare grosse tubazioni, canne fumarie, tetti che vengono utilizzati per capannoni, scuole, ospedali e abitazioni, e altro.
Questo impasto fu inventato dall'austriaco Ludwig Hatschek che nel 1901 lo brevettò dandogli il nome eternit, per indicare la sua robustezza e la presunta indistruttibilità. Nel 1906, l'ingegner Adolfo Pietro Mazza iniziò a produrlo anche in Italia: il primo stabilimento, che chiamò appunto Eternit, fu costruito nel 1906 a Casale Monferrato, in via Oggero, nel rione Ronzone.
Durante gli 80 anni di attività della fabbrica, migliaia di uomini e donne hanno lavorato nello stabilimento di Casale Monferrato, in turni diurni e notturni. Lavorare all'Eternit era considerata una fortuna, perché pur essendo un lavoro faticoso, si pensava fosse meno pericoloso di quello nelle cave, dove accadevano spesso incidenti anche mortali, e meno precario del lavoro dei campi, soggetto all'instabilità climatica. Anche la paga degli operai, rispetto a quella di altre categorie di lavoratori, era più alta e questo permise a moltissime famiglie casalesi di migliorare il loro stile di vita. Il lavoro, però, era faticoso, soprattutto nei reparti in cui si respirava più polvere di amianto che, nel tempo, provoca una malattia respiratoria chiamata asbestosi, da asbesto, altro termine per amianto. Più la polvere di amianto viene inalata nei polmoni, più l'asbestosi si aggrava e più si fatica a respirare. Gli operai e le operaie dell'Eternit accettavano questo rischio, in cambio del salario vantaggioso e del posto fisso.
Dalla fine degli anni settanta i lavoratori scoprirono, però, che l'asbestosi poteva trasformarsi in mesotelioma, un tumore mortale che colpisce in special modo le pleure. Già da molti anni alcuni ricercatori denunciavano che la polvere di amianto fosse mortale, ma senza essere ascoltati.
Lo stabilimento di Casale Monferrato rimase aperto fino al 1986, quando la ditta fu dichiarata fallita e venne chiuso. Dopo la cessazione la fabbrica venne abbandonata senza alcuna messa in sicurezza delle aree, continuando così ad essere una fonte di inquinamento e un pericolo per la salute della cittadinanza.
Nel 1987, la società Eternit France cercò di riaprire lo stabilimento di Casale Monferrato, continuando a lavorare l'amianto, ma l'allora sindaco Riccardo Coppo emanò un'ordinanza con cui vietò la produzione, il commercio e qualsiasi uso dell'amianto in città.
Lo stabilimento restò abbandonato per decenni senza essere sigillato, pieno di residui di materie prime e scarti di produzione, continuando a disperde la finissima polvere di amianto che continuò così per anni, anche a lavorazione dismessa, ad essere altamente dannosa per la popolazione. Le malattie asbesto correlate possono manifestarsi anche a distanza di trent'anni dalla prima inalazione.

### Dal progetto alla realizzazione
Nel 1995, il comune di Casale Monferrato riuscì ad acquistare la fabbrica e, con un lavoro durato anni, a bonificarla eliminando l'amianto residuo e demolendo la struttura. I resti delle macerie sono stati sepolti in loco dentro a grandi vasche e poi ricoperte da una spianata di cemento. Lì oggi sorge il Parco Eternot.
La bonifica dello stabilimento è iniziata nel 2000 per concludersi nel 2016. Dopo aver smaltito in discarica tutto l'amianto possibile, i resti dei volumi architettonici della fabbrica vennero sepolti e sigillati con apposite colate di cemento. Su queste strutture di protezione, sono state costruite vasche, alte dagli 80 cm ai 2 metri, per contenere terra di riporto e far crescere alberi e altre specie arboree.
Il perimetro del Parco Eternot ricalca quello della Fabbrica Eternit che è stata così convertita in uno spazio pubblico restituito alla città, attraverso un percorso di progettazione partecipata, che è stato avviato dal comune nel 2001 ed ha avuto continuità per quattro amministrazioni: Paolo Mascarino, sindaco per due mandati (1999-2004), (2004-2009); Giorgio Demezzi (2009-2014); Titti Palazzetti (2014-2019).
Il nome del parco ha origine nella storia: l'antico nome Eternit è stato modificato in Eternot, a narrare l'impegno della città di Casale Monferrato nella Lotta contro l'Amianto.
A partire dal 2008 i cittadini casalesi furono invitati a collaborare all'ideazione del parco, la cui realizzazione iniziò il 6 dicembre 2010. L'idea scaturì proprio dalla volontà di rivincita sulla fabbrica di amianto, come simbolo di rinascita della città di Casale Monferrato: là dove c'era l'Eternit sarebbe sorto un parco dedicato alla memoria e al futuro.
La destinazione d'uso a parco e il nome Parco Eternot sono stati definiti nel corso di assemblee pubbliche dove il comune ha raccolto la volontà dei cittadini. Il grande parco è nato dopo anni di lotte e di bonifiche, a ricordare che Casale Monferrato, grazie alla perseveranza dei suoi cittadini, ora può davvero lavorare per essere un Posto Sicuro. Un posto sicuro è per l'appunto il titolo del film di Francesco Ghiaccio, del 2015, con Marco D'Amore, che racconta la vicenda della Eternit e della mobilitazione antiamianto di Casale Monferrato: un titolo che vuole riferirsi sia all'impiego solido che attraeva i lavoratori, sia alla successiva volontà della comunità locale di fare della cittadina piemontese un luogo bonificato e finalmente sano in cui vivere.
Ideato e costruito per non dimenticare e guardare al futuro, il parco rappresenta per i cittadini un luogo di memoria ma anche di speranza, proprio là dove l'amianto aveva creato solo distruzione: contribuisce a rendere Casale Monferrato non più la città dell'amianto, ma la città che lotta contro l'amianto.
La realizzazione del parco è terminata nel 2016 e il 10 settembre di quell'anno il sindaco Titti Palazzetti, alla presenza di alte cariche istituzionali, dei sindaci di tutto il SIN Sito d'Interesse nazionale, dei cittadini casalesi, dei giovani delle scuole, ha tagliato il nastro inaugurale.

### Inaugurazione

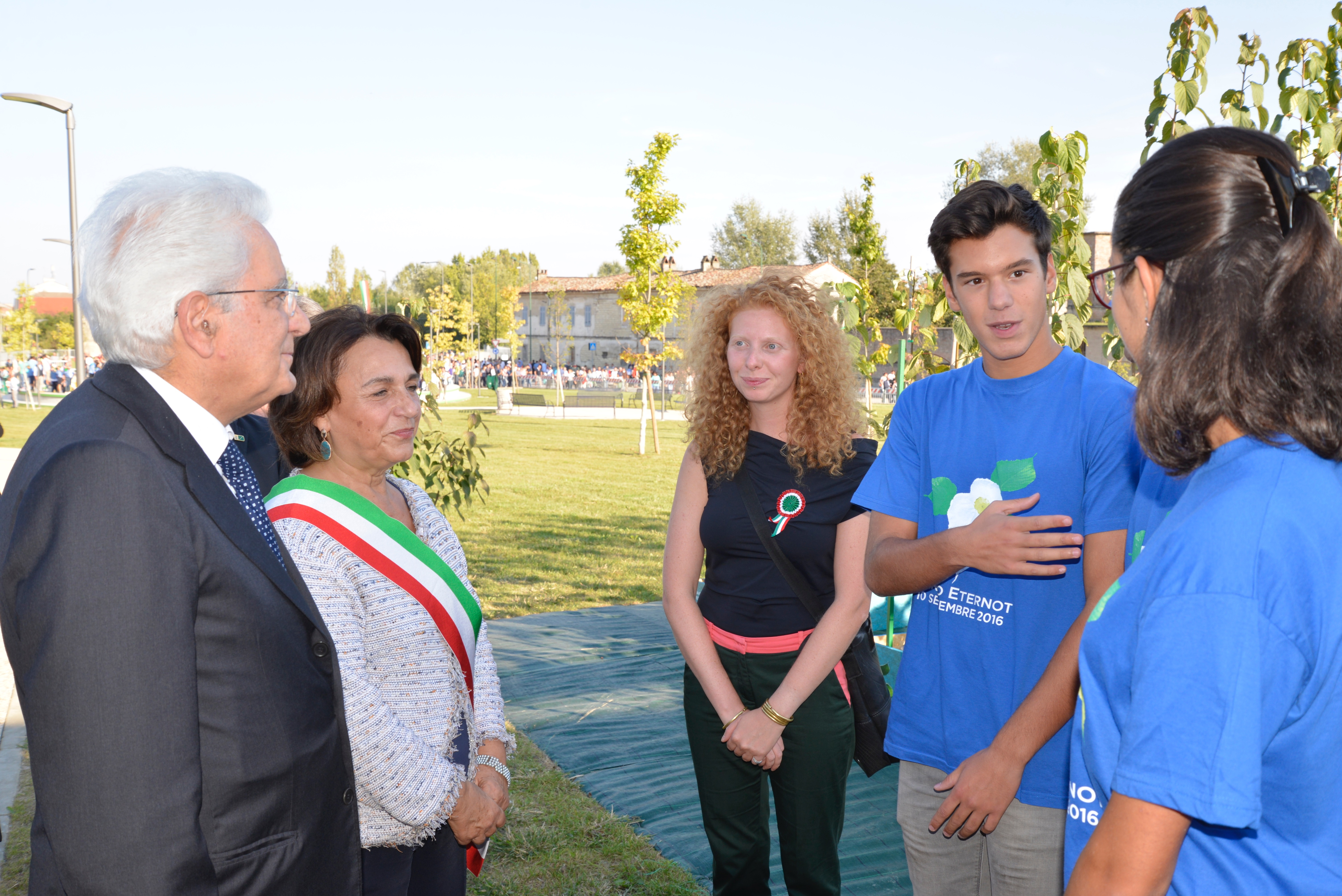
Il Presidente della Repubblica Sergio Mattarella, il Sindaco Tiiti Palazzatti, Daria Carmi

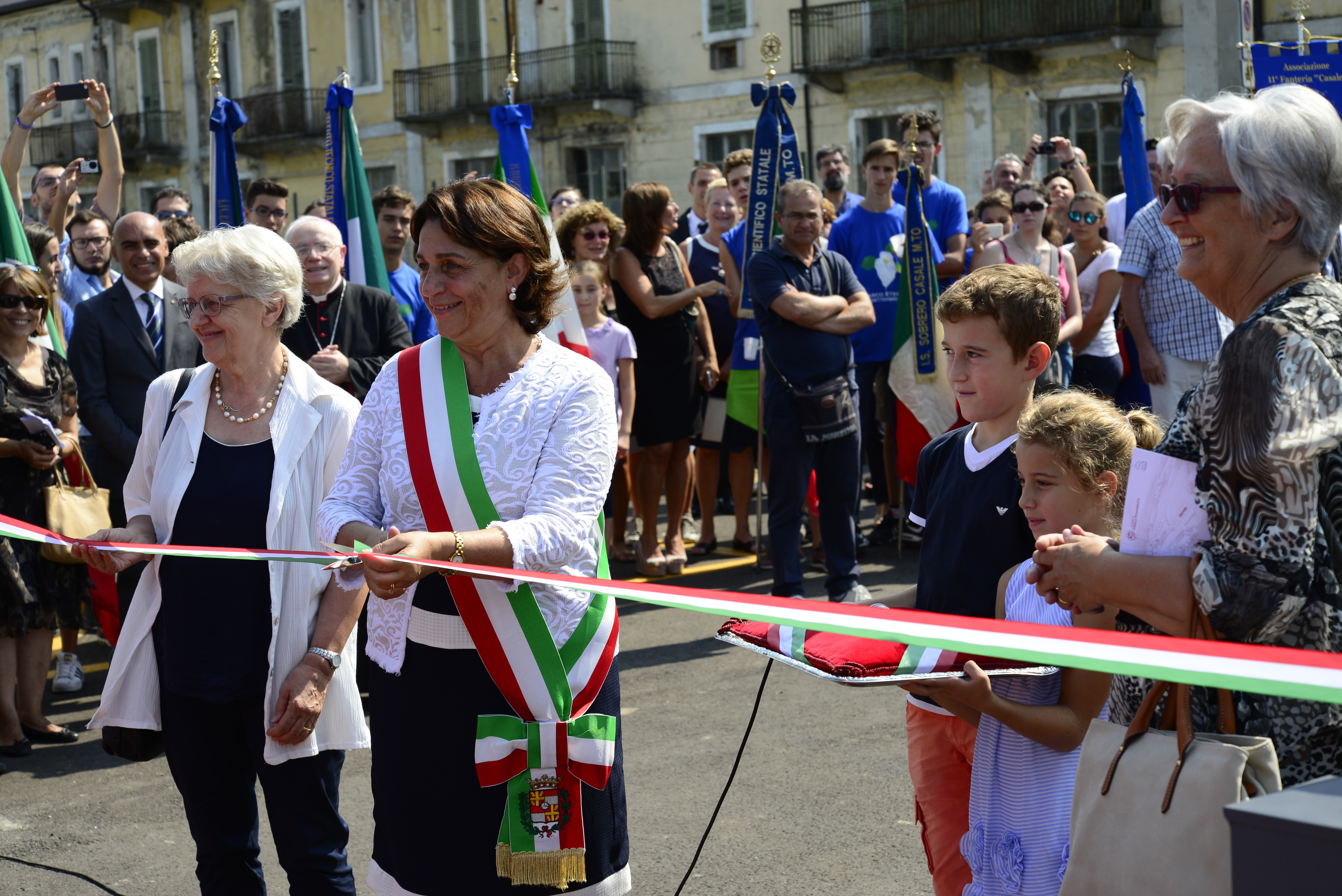
Il sindaco Titti Palazzetti all'inaugurazione il 10 settembre 2016

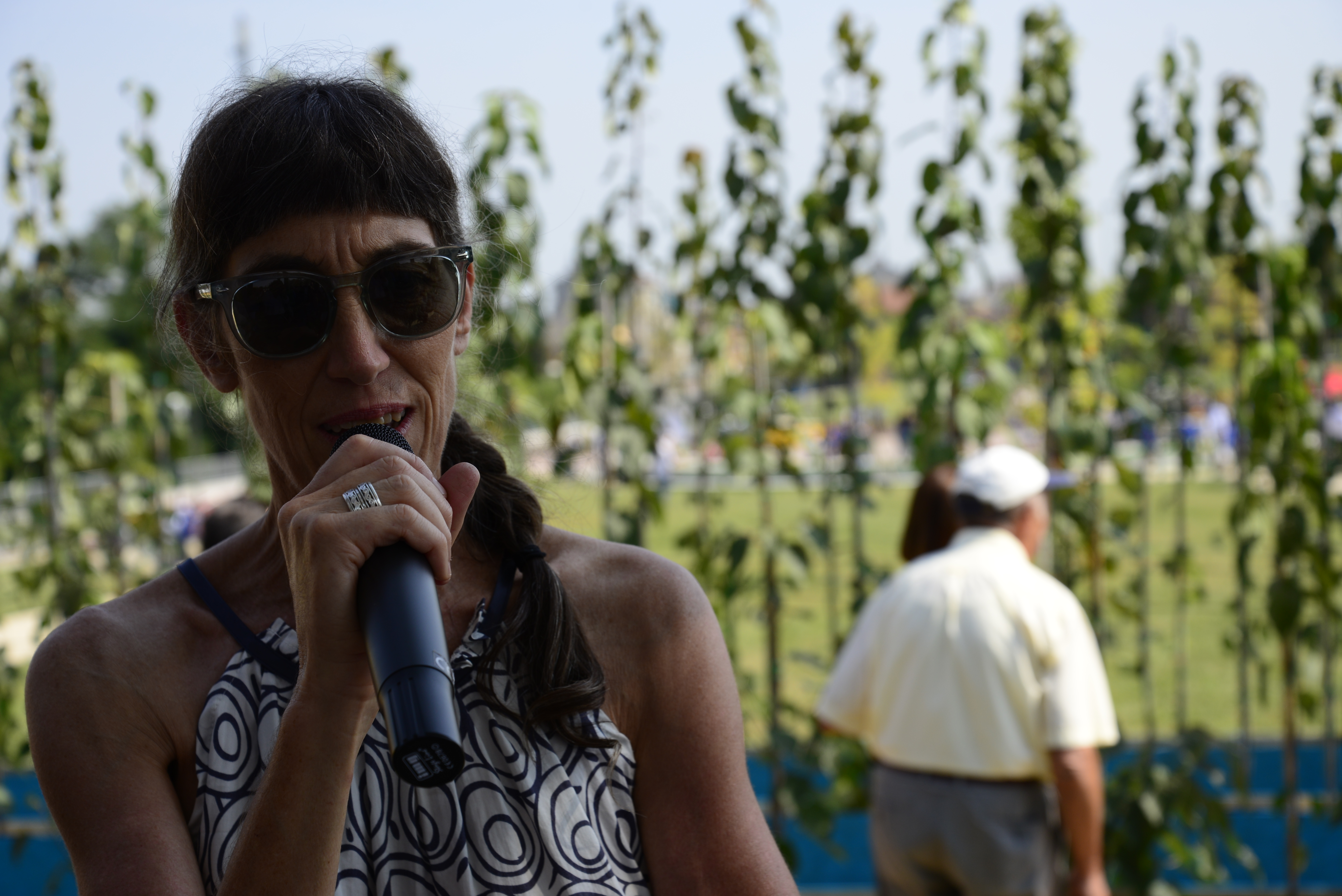
L'artista Gea Casolaro all'inaugurazione il 10 settembre 2016

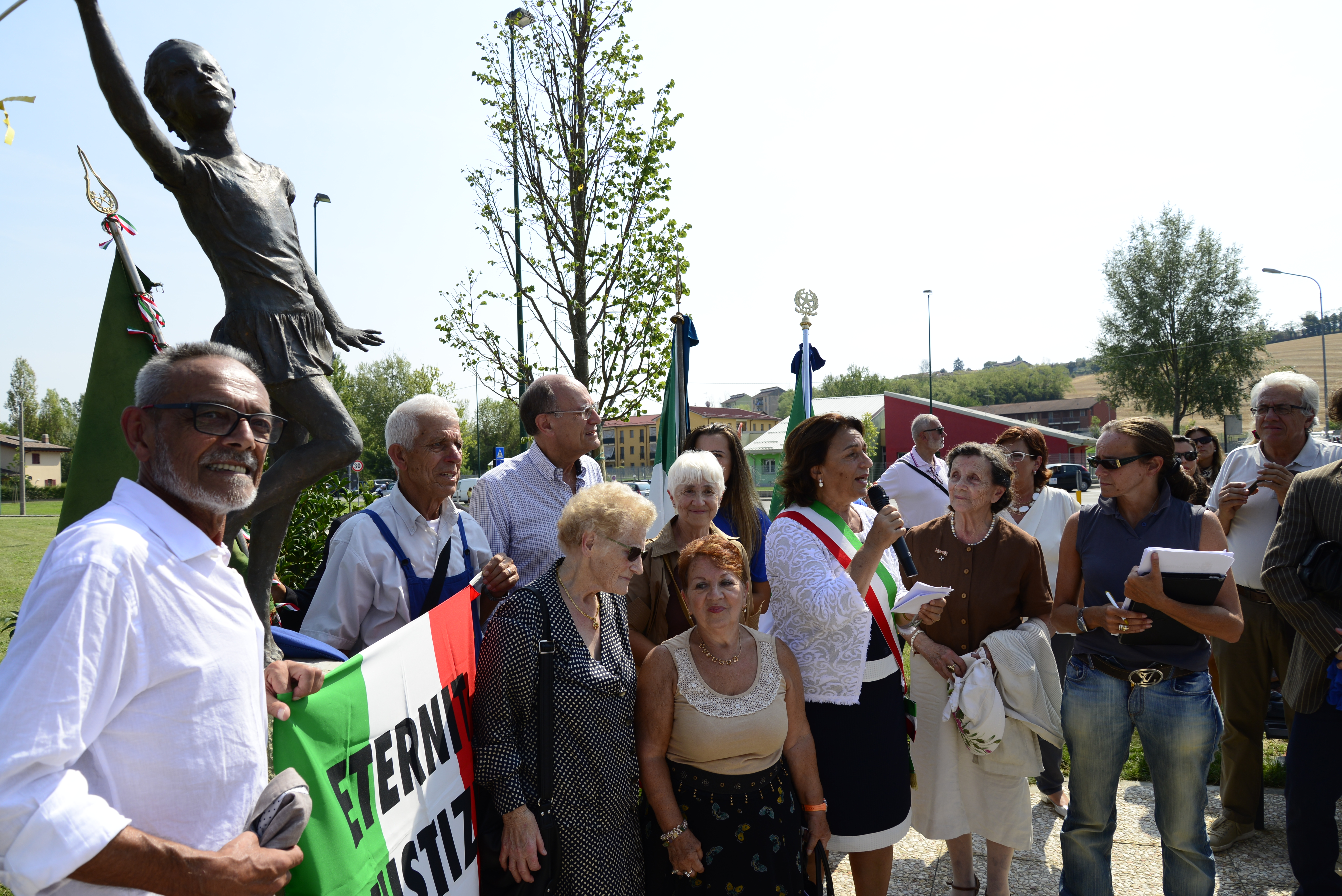
Rappresentanza di AFeVA all'inaugurazione il 10 settembre 2016

Il 10 settembre 2016 il taglio del nastro da parte dell'allora Sindaco di Casale Monferrato, Titti Palazzetti, inaugura ufficialmente il Parco Eternot, luogo simbolo del vissuto di Casale Monferrato relativo al cemento-amianto, omaggia le vittime della polvere maligna e rende esplicito l'impegno del territorio nel portare avanti Giustizia, Bonifica, Ricerca.
Durante la mattinata d'apertura sono intervenuti il Commissario Europeo per l'Ambiente Karmenu Vella, il Ministro dell'Ambiente Gian Luca Galletti, il Ministro della Giustizia Andrea Orlando, il Presidente della Commissione Parlamentare di inchiesta sulle attività illecite connesse al ciclo dei rifiuti e su illeciti ambientali ad esse correlati Alessandro Bratti, il Presidente della Commissione Parlamentare di inchiesta sugli infortuni sul lavoro Camilla Fabbri, l'Assessore all'Ambiente Regione Piemonte Alberto Valmaggia e il Presidente Consiglio Nazionale ANCI Enzo Bianco, Nicola Pondrano, in rappresentanza dell'Afeva Associazione familiari e vittime dell'amianto e delle sigle sindacali CGIL, CISL, UIL.
Successivamente, i rappresentanti istituzionali con gli studenti della rete Scuole Insieme, il coordinamento scolastico che cura anche l'aula amianto: un'aula interattiva dedicata alla divulgazione della memoria sul tema, hanno accompagnato gli intervenuti in una visita guidata del Parco Eternot, animata da rappresentazioni teatrali, musica e un flash mob.
A distanza di due settimane, il 24 settembre 2016 il Presidente della Repubblica Sergio Mattarella, accolto dalle scuole, dalle associazioni e dalla cittadinanza, ha reso visita al Parco Eternot.
La memoria industriale del luogo è resa fisicamente visibile da un pozzo, elemento di archeologia industriale, che per un periodo iniziale portava acqua all'interno della fabbrica, poi dismesso, e dalla palazzina Eternit, sede degli uffici direzionali fino alla chiusura definitiva.
Il significato simbolico di questo parco è stato restituito attraverso il progetto Arte Pubblica per il Parco Eternot, che ha portato alla costruzione del Monumento vivo Vivaio Eternot, firmato dall'artista Gea Casolaro.
Tra gli altri elementi degni di nota del parco:
- la scultura L'aquilone di Romana, che ritrae una bambina che gioca con un aquilone, realizzata da Italietta Carbone e dedicata a Romana Blasotti Pavesi, Presidente per 22 anni, e oggi Presidente onoraria, dell'Associazione Famigliari e Vittime Amianto, nonché simbolo storico della lotta contro l'amianto di Casale Monferrato[22].
- le Rose Eos, una nuova rosa creata dal vivaista Barni di Pistoia da un'idea di Agostino Giusto, dedicata alle vittime dell'amianto, è caratterizzata da una fioritura gialla che sfuma nel rosso, colori della bandiera di Casale Monferrato e che richiamano anche i colori dell'aurora, da cui prende il nome, come simbolo della rinascita cittadina. Gli ex-sindacalisti Bruno Pesce e Nicola Pondrano hanno versato nello spazio riservato alle Rose Eos, in rappresentanza dell'Afeva e dei sindacati, nel 2019, della terra proveniente dalla zona dello stabilimento Eternit canadese in cui hanno lavorato molti italiani, molti dei quali deceduti per mesotelioma[23].

Il Parco oggi è sede di numerose iniziative pubbliche. Fra queste da segnalare l'appuntamento annuale Vita a impatto zero e il compleanno del Parco Eternot, di cui sono stati protagonisti Paolo Bonfanti e gli Assalti Frontali.

### Arte pubblica per il Parco Eternot
Per creare un monumento simbolo del riscatto da installare nel parco, nel 2016 il Comune di Casale Monferrato ha avviato il progetto Arte pubblica per il Parco Eternot realizzare un'opera di arte pubblica destinata al parco: il Monumento della lotta contro l'amianto.
Il progetto è stato curato da Daria Carmi, storica dell'arte e curatrice di arte contemporanea, Assessore tecnico alla cultura del Comune di Casale Monferrato (2014-2019).
Il percorso ha incluso una residenza, la realizzazione di proposte per il monumento, la presentazione di queste da parte degli artisti alla città, una mostra dedicata ai progetti di monumento, la raccolta della preferenza dei cittadini su quale monumento avrebbero voluto realizzato. L'intero processo ha visto come facilitatori una commissione composta da operatrici e operatori culturali piemontesi, esperti di arte pubblica, coinvolti nel progetto Artinreti: Luisa Perlo (a.titolo), Maurizio Cilli (architetto e artista), Paolo Naldini, Juan Sandoval, Cecilia Guida, Giulia Crisci (Cittadellarte - Fondazione Pistoletto), Andrea Caretto e Raffaella Spagna (Diogene), Giulia Marra (ricercatrice, architetto), Rebecca De Marchi (Eco e Narciso), Stefania Crobe (KaninchenHaus), Matteo Ferrando (Par Coii Bsogna Semnà), Orietta Brombin (PAV - Parco Arte Vivente).

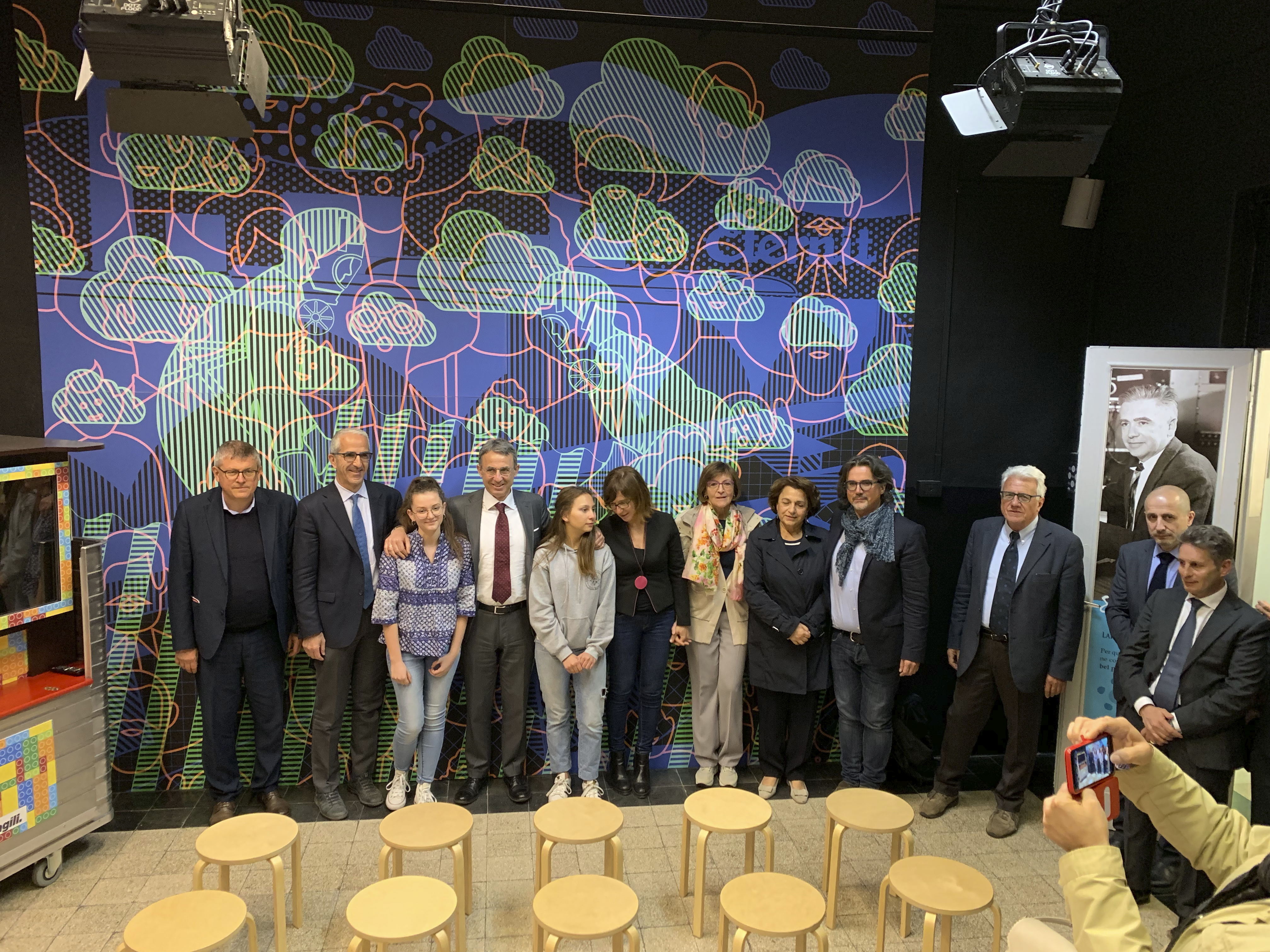
Aula Amianto/Asbesto - il coraggio di conoscere/il bisogno di andare oltre -
il ministro Sergio Costa in visita

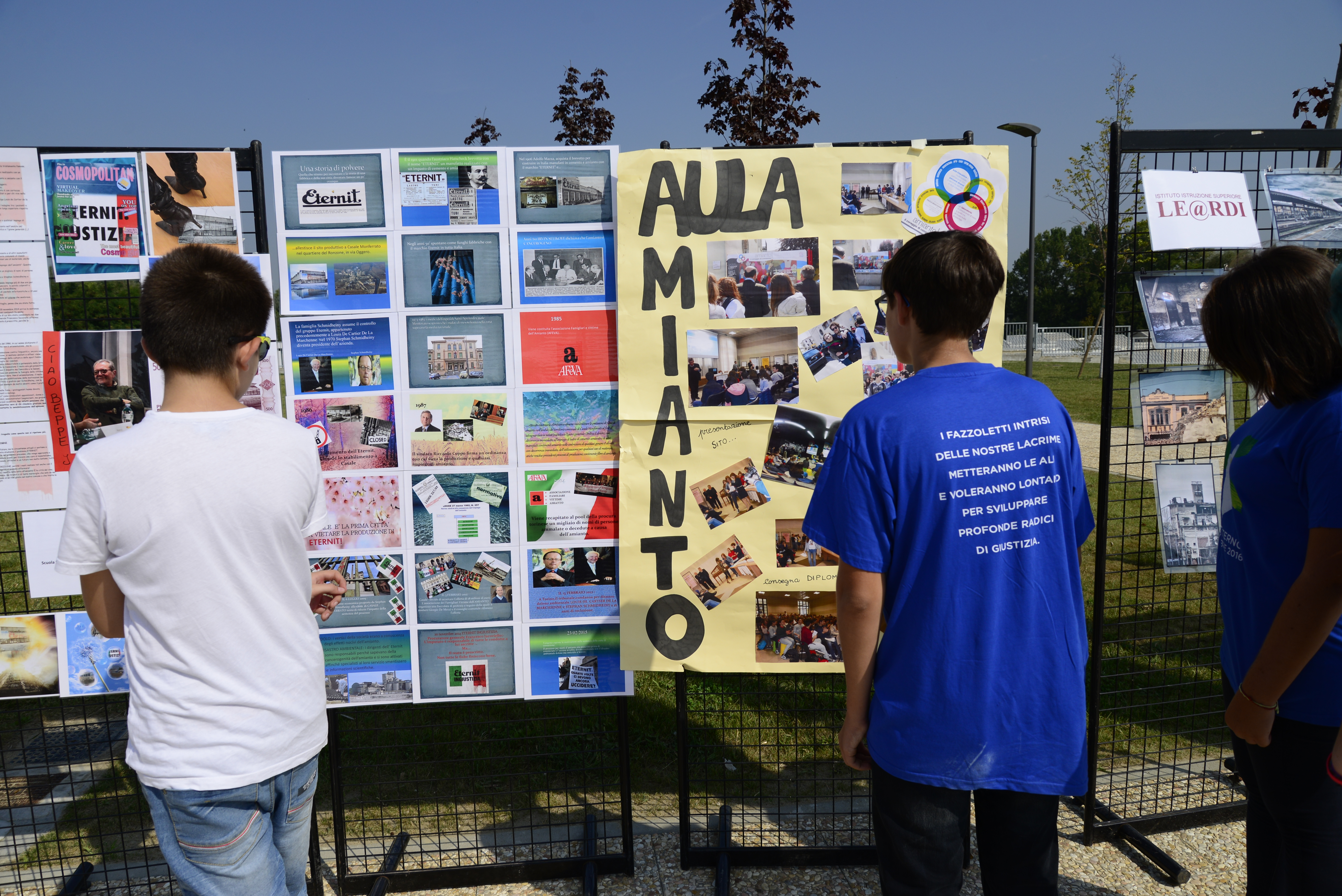
Inaugurazione Parco Eternot (Casale M.to) - le mostre delle scuole

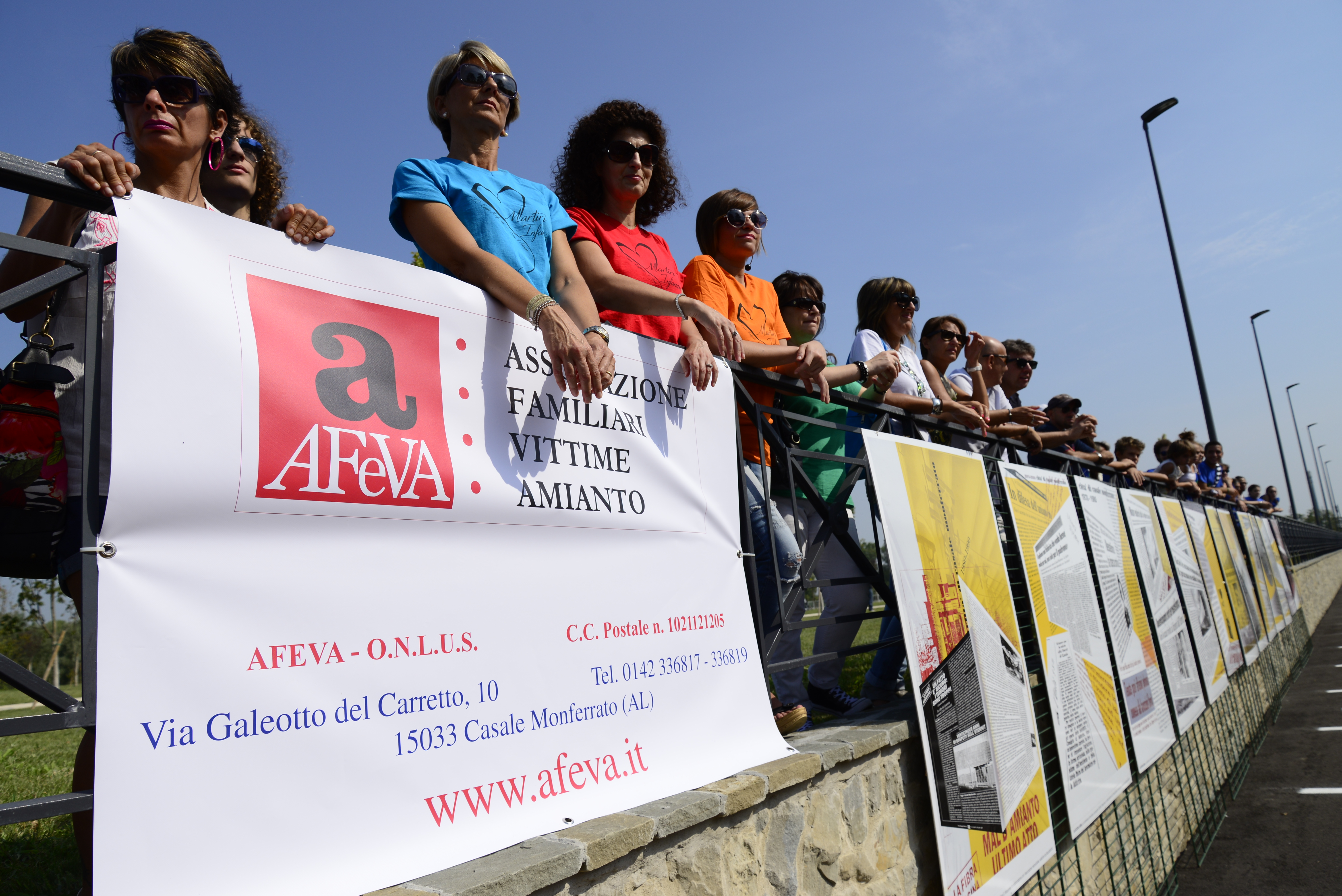
Inaugurazione Parco Eternot (Casale M.to) - il pubblico

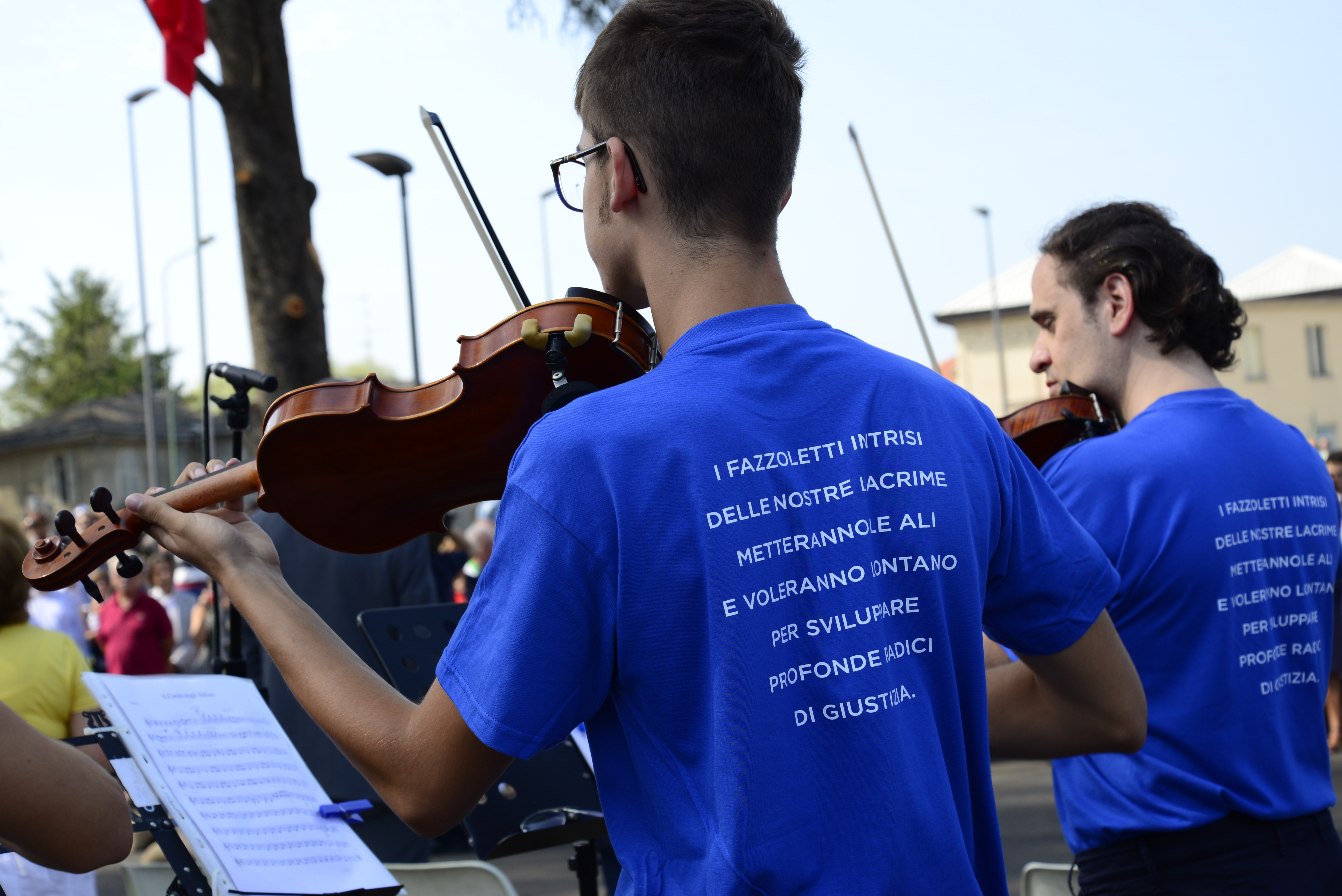
Inaugurazione Parco Eternot (Casale M.to) - il concerto degli studenti

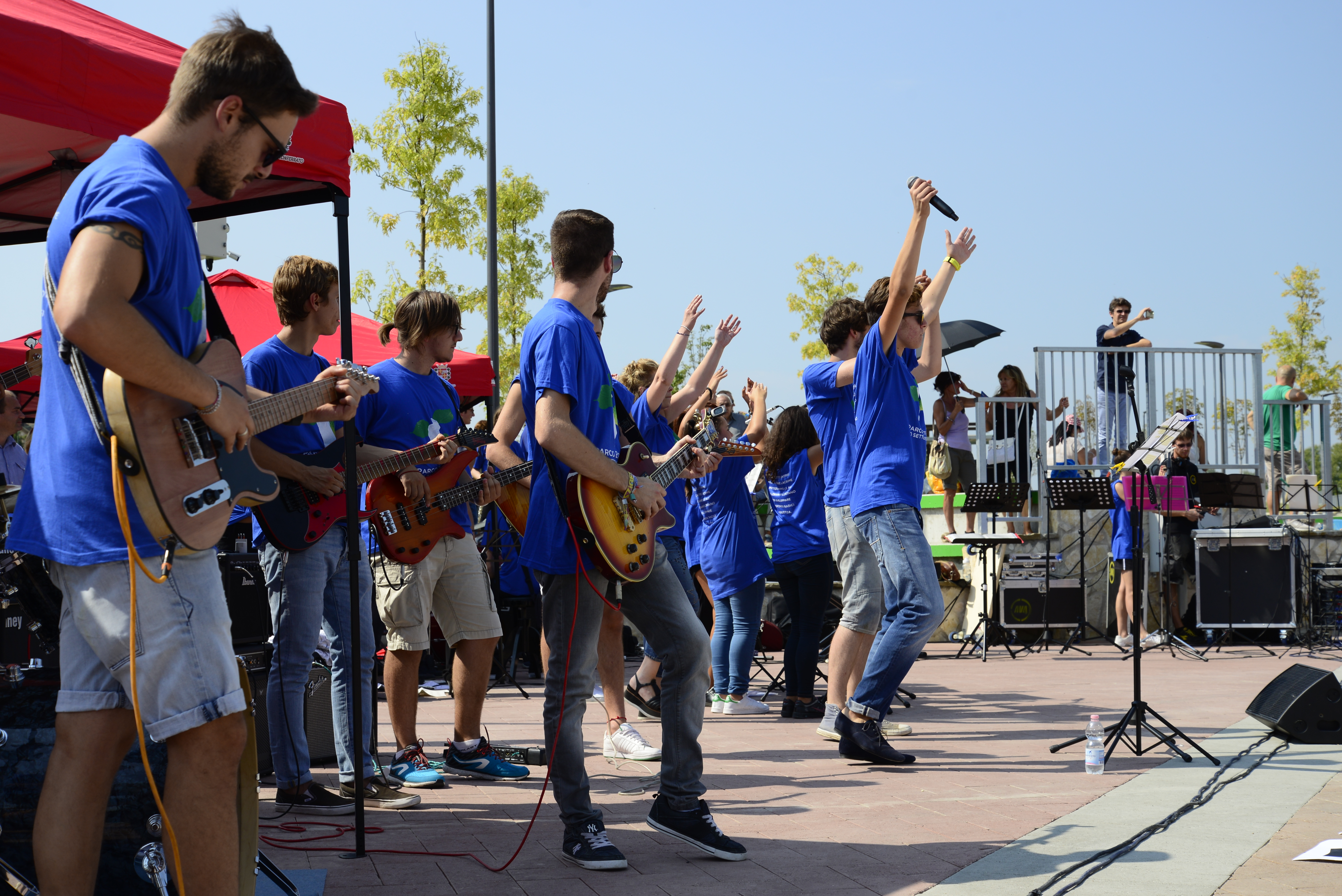
Il concerto degli studenti all'inaugurazione il 10 settembre 2016

Nel febbraio 2016, fra novanta candidature giunte da tutta Europa, la commissione ne ha selezionato cinque: Fabrizio Bellomo con Nico Angiuli, Gea Casolaro, Luigi Coppola, il collettivo Fare Ala, Luca Vitone.
Durante la selezione grande attenzione è stata data alle riflessioni dei cittadini dai quali è emerso soprattutto il desiderio di un monumento vivo, che creasse relazione fra le persone e con altre realtà che affrontano la lotta all'asbesto.
Il 28 aprile 2016, in occasione della Giornata Mondiale delle Vittime dell'Amianto, è stato proclamato il progetto vincitore: il monumento scelto è stato il Vivaio Eternot dell'artista Gea Casolaro.
Il Vivaio Eternot è stato inaugurato in occasione dell'apertura del parco il 10 settembre 2016.

### Vivaio e premio Eternot

#### Il Vivaio Eternot
Il Vivaio Eternot è un monumento vivo, un'opera di arte pubblica dell'artista Gea Casolaro, curata da Daria Carmi, realizzata per il Comune di Casale Monferrato e mantenuta attiva da una rete di volontari.
Il monumento è posto al centro del parco, è visibile dalla strada, ed è composto da quindici vasche di metallo azzurro sistemate suddivise su tre file parallele, contenenti decine di piante di Davidia involucrata, detta albero dei fazzoletti. Ciò che non è visibile ma è parte integrante del monumento è la dedizione della rete di cittadini che curano le piante: la raccolta dei semi è effettuata dai giovani Scout che si occupano anche della messa in semenzaio per la riproduzione di nuove piantine per il Vivaio; l'innesto e la potatura sono a cura degli studenti dell'Istituto Tecnico Agrario Luparia con l'aiuto dei loro insegnanti e degli esperti giardinieri del Comune; la cura ordinaria viene svolta da diverse associazioni del territorio: Legambiente Circolo Verdeblu di Casale Monferrato, Scout Masci, Oda Opera Diocesana Assistenza, Avis e Afeva Associazione Familiari e Vittime dell'Amianto.
Altro elemento integrato del monumento è il Premio Eternot, componente materiale del progetto, visibile fisicamente ma non presente al parco: ogni 28 di aprile, in occasione della giornata mondiale delle vittime dell'amianto dieci piante del Vivaio Eternot partono da Casale Monferrato per dare vita a un monumento diffuso.
«La Davidia Involucrata è detta albero dei fantasmi, dei fazzoletti o delle colombe, per via delle caratteristiche foglie bianche che la pianta sviluppa per proteggere la sua infiorescenza. Penso che questo albero rappresenti in modo perfetto la storia della lotta casalese ai danni causati dalla produzione della fibra d'amianto: come in una sequenza animata, ho immaginato il fiore della Davidia diventare una colomba e volare via per portare il suo messaggio di giustizia in tutta Italia, magari anche in tutta Europa.» dichiara l'artista.
Il Vivaio Eternot, presenta, sulle due pareti più esterne dei casseri azzurri che contengono le piante, una scritta in lettere bianche che si sviluppa longitudinalmente su tutta la lunghezza: «I fazzoletti intrisi delle nostre lacrime metteranno le ali e voleranno lontano per sviluppare profonde radici di giustizia».
Questa stessa scritta è posta anche sulla maglietta realizzata per studenti e volontari, ed è diventata un motto che accompagna il monumento, una dichiarazione di volontà ma anche di azione.
Questo progetto è stato scelto per i valori che incarna, per la vitalità che esprime, per il senso di responsabilità che richiede, per la proposta di sostituire l'immagine dell'Eternit con una pianta simbolo dal forte valore poetico.
Il monumento Vivaio Eternot, come tutti i monumenti, celebra una vicenda storica che nello specifico è un omaggio a tutte le vittime d'amianto di Casale Monferrato. Ciò che lo rende speciale è la capacità di non esaurire la sua azione portando al presente un momento del passato, commemorando le vittime, ma anche per il suo desiderio di incidere sul presente e sul futuro. In ottica presente, infatti, attiva delle azioni che sono di cura, ma anche di senso, crea relazione fra le persone attraverso il fare, sviluppa necessità proprie, sorprendenti, che richiedono un'azione da parte dei volontari, e che ne determinano una trasformazione biologica costante. È un premio che sottolinea azioni positive come lo studio sull'innovazione nella ricerca, nella bonifica, nelle azioni legali e di denuncia e in generale sulle esperienze più significative e innovative nella lotta all'amianto, stimola formazione permanente sul tema e agevola lo scambio di buone pratiche. In ultimo, crea piante, il premio appunto, che verranno consegnate nel tempo, che vivranno, che nascono oggi per premiare le pratiche del futuro fino a quando il mondo non sarà completamente deamiantizzato.
«Mantenere viva l'attenzione trasmettendo alle generazioni future la memoria e la coscienza di come la lotta e la giustizia siano qualcosa di vivo di cui bisogna prendersi cura è il più prezioso dei monumenti alla memoria delle vittime di Casale Monferrato e non solo. […] Il progetto vuole così creare un simbolo vivo della lotta all'amianto, che va mantenuta, curata, trasmessa, così come ci si prende cura del Vivaio» riflette Gea Casolaro.

#### Il Premio Eternot
Per mantenere viva la memoria e forte l'attenzione nei confronti di un nemico subdolo come l'asbesto, che sul territorio casalese pare sconfitto, ma che in troppi paesi del mondo viene ancora utilizzato, ogni 28 Aprile, in occasione della Giornata Mondiale delle vittime dell'Amianto, viene assegnato il premio Vivaio Eternot a dieci persone, enti o progetti che si sono distinte per l'impegno profuso nella lotta per un mondo libero dall'amianto attraverso la cura, la ricerca, la diffusione dell'informazione, importanti e significative azioni di bonifica, battaglie sociali e legali legate ai danni causati dall'amianto.
Ad ogni vincitore viene consegnata una Davidia Involucrata prodotta all'interno del Vivaio Eternot, affinché i fazzoletti - casalesi - possano sviluppare profonde radici di giustizia in tutta Italia.
l valore simbolico delle piante-premio sta nel loro scopo, quello di volare lontano insieme ai vincitori che vengono scelti in tutta Italia, per essere messe a dimora nei loro territori di riferimento e sviluppare lì le loro profonde radici di giustizia, generando di fatto, una mappatura delle pratiche virtuose nella lotta all'amianto.
I vincitori vengono invitati a ritirare la pianta a Casale Monferrato, in occasione delle celebrazioni istituzionali e delle attività divulgative sul tema, con l'obiettivo di incontrarsi, scambiarsi esperienze, informazioni, consolidando quindi una rete di forze che lavorano, ognuno nei propri territori e secondo le proprie priorità, per un obiettivo comune diretto: un mondo libero dall'amianto, mossi dalla fiducia nel diritto alla salute, nei diritti dei lavoratori, della cura dell'ambiente, e soprattutto di un mondo futuro sano e sostenibile, dove il valore umano sia superiore al valore del profitto, dove non sia consentito compiere eco-disastri ai danni dell'ambiente e delle generazioni future in nome dell'economia.
Il Vivaio Eternot è quindi un monumento che ha luogo e origine nel parco, ma che cresce in tutta Italia: le piante di Davidia infatti vengono curate dai vincitori del Premio Eternot e piantumate nei loro territori di riferimento creando, di fatto, un monumento diffuso alla lotta all'amianto, lì dove persone, enti, associazioni, partecipano attivamente alla deamiantizzazione dell'Italia.

## Film e documentari
- Polvere - Il grande processo dell'amianto, regia di Niccolò Bruna e Andrea Prandstraller – docufilm (2012)
- Un posto sicuro, regia di Francesco Ghiaccio – docufilm (2014)
- Aeternitas La forza di chi combatte, regia di Marco Balestra e Roberto Cavallero – docufilm (2015)
- AsbeSchool – stop amianto a scuola, Stefania Divertito e Luca Signorelli, produzione dal basso, (2017)
- La rivincita di Casale Monferrato, regia di Rosy Battaglia, produzione dal basso dei Cittadini Reattivi, (2018)

## Musica
- Asbesto, album Mille gruppi avanzano, Assalti frontali, (2016)
- Eternot, Arpa Piemonte Archiviato il 21 novembre 2020 in Internet Archive., (2018)